# اتسوکو شیهومی
اتسوکو شیهومی (به ژاپنی: 志穂美 悦子، Etsuko Shihomi) (زادهٔ ۲۹ اکتبر ۱۹۵۵) هنرپیشه اهل ژاپن است.